# Ruine Rothenberg bei Schnaittach
Ruine Rothenberg bei Schnaittach este o arie protejată (arie specială de conservare — SAC, sit de importanță comunitară — SCI) din Germania întinsă pe o suprafață de 4,42 ha, integral pe uscat.

## Localizare
Centrul sitului Ruine Rothenberg bei Schnaittach este situat la coordonatele 49°33′16″N 11°21′36″E / 49.5544°N 11.36°E.

## Înființare
Situl Ruine Rothenberg bei Schnaittach a fost declarat sit de importanță comunitară în martie 2001 pentru a proteja 2 specii de animale. Situl a fost protejat și ca arie specială de conservare în aprilie 2016.

## Biodiversitate
Situată în ecoregiunea continentală, aria protejată nu include niciun habitat protejat.
La baza desemnării sitului se află mai multe specii protejate de  mamifere (2): liliac cârn (Barbastella barbastellus), liliac comun (Myotis myotis).
Pe lângă speciile protejate, pe teritoriul sitului au mai fost identificate 4 specii de mamifere.